# Trevor Bardette
Trevor Bardette (* 19. November 1902 in Nashville, Arkansas als Terva Gaston Hubbard; † 28. November 1977 in Green Valley, Arizona) war ein US-amerikanischer Schauspieler.

## Leben und Karriere
Trevor Bardette wurde 1902 im ländlichen Südwesten von Arkansas geboren. Während seines Ingenieurstudiums an der Oregon State University sammelte er nebenbei im universitären Schauspielverein erste Erfahrungen in seinem späteren Beruf. Im Jahr 1925 machte er seinen Master of Science an der Northwestern University in Illinois, arbeitete anschließend aber nur kurze Zeit als Ingenieur und wandte sich stattdessen einer Schauspielkarriere zu. 1927 heiratete er Dorothy Virginia Chandler, mit der er bis zu seinem Tode 50 Jahre später verheiratet blieb.
Nach einer erfolglosen Zeit am Theater an der US-Ostküste wandte er sich dem Hollywood-Geschäft zu. In einem Zeitraum zwischen 1937 und 1970 wirkte er in Hollywood an über 175 Kinofilmen und über 60 Fernsehserien mit. In über 40 seiner Filme starb er dabei einen gewaltsamen Tod. Sehr häufig spielte er in Western und galt als einer der „archetypischen Schurken“ dieses Genres, der insbesondere in B-Movies und Filmserials die Chance auf denkwürdige Charakterisierungen von Westernschurken hatte. Er spielte aber auch in anderen Filmgenres Schurken, beispielsweise den Nazi-Spion Jensen im Propagandafilm The Secret Code. In aufwendigeren Filmproduktionen wie Vom Winde verweht blieben Bardettes Auftritte allerdings häufiger im Abspann ungenannt. Bardette hatte auch Nebenrollen in einigen Film noirs, am bekanntesten wohl als der mit einer Verbrecherbande konspirierende Tankstellenbetreiber im Filmklassiker Tote schlafen fest an der Seite von Humphrey Bogart und Lauren Bacall.
Ab den 1950er-Jahren spielte Bardette auch im US-Fernsehen, so auch in 38 Folgen der Westernserie Wyatt Earp greift ein, in der er in der Rolle des eigensinnigen Ranchers Old Man Clayton des Öfteren mit den Sheriffs der Serie in Konflikt geriet. Im Jahr 1970 zog er sich aus dem Filmgeschäft zurück und verlebte seine letzten Jahre auf einer Ranch in Arizona, die er sich gekauft hatte. Er starb dort im November 1977 kurz nach seinem 75. Geburtstag.

## Filmografie (Auswahl)
- 1937: Borderland
- 1937: The Great Garrick
- 1938: Jezebel – Die boshafte Lady (Jezebel)
- 1938: Marie-Antoinette (Marie Antoinette)
- 1939: Charlie Chan auf der Schatzinsel (Charlie Chan at Treasure Island)
- 1939: Oklahoma Kid (The Oklahoma Kid)
- 1939: Vom Winde verweht (Gone with the Wind)
- 1940: Früchte des Zorns (The Grapes of Wrath)
- 1940: Der Westerner (The Westerner)
- 1940: Abe Lincoln in Illinois
- 1940: Charlie Chan: Mord über New York (Murder Over New York)
- 1940: Land der Gottlosen (Santa Fe Trail)
- 1940: Goldschmuggel nach Virginia (Virginia City)
- 1940: Schwarzes Kommando (Dark Command)
- 1941: Topper 2 – Das Gespensterschloß (Topper Returns)
- 1943: Dies ist mein Land (This Land Is Mine)
- 1944: Der Ring der Verschworenen (The Conspirators)
- 1944: None Shall Escape
- 1945: Dick Tracy
- 1946: 13 Rue Madeleine
- 1946: Tote schlafen fest (The Big Sleep)
- 1946: Weißer Oleander (Dragonwyck)
- 1947: Tycoon
- 1947: Endlos ist die Prärie (The Sea of Grass)
- 1947: Geheimagent T (T-Men)
- 1947: Die Unbesiegten (Unconquered)
- 1947: Hyänen der Prärie (Wyoming)
- 1947: Die Farm der Gehetzten (Ramrod)
- 1947: Verwegene Männer im Sattel (The Last Round-Up)
- 1947: Die falsche Sklavin (Slave Girl)
- 1948: Sein Engel mit den zwei Pistolen (The Paleface)
- 1948: Liebesnächte in Sevilla (The Loves of Carmen)
- 1948: Der Herr der Silberminen (Silver River)
- 1948: Ein Mann für Millie (The Mating of Millie)
- 1948: Der Rächer von Texas (Panhandle)
- 1948: Die rauhen Reiter der furchtlosen Legion (The Gallant Legion)
- 1949: Der Berg des Schreckens (Lust for Gold)
- 1949: Die schwarzen Teufel von Bagdad (Bagdad)
- 1949: Banditen am Scheideweg (The Doolins of Oklahoma)
- 1949: Die Braut des Maharadscha (Song of India)
- 1949: Kopfpreis 5000 Dollar (Hellfire)
- 1950: Gefährliche Leidenschaft (Gun Crazy)
- 1950: The Grass Is Always Greener (Kurzfilm)
- 1950: Menschen ohne Seele (Union Station)
- 1950: Der gebrochene Pfeil (Broken Arrow)
- 1950: Tarzan und das Sklavenmädchen (Tarzan and the Slave Girl)
- 1950: Flammendes Tal (Copper Canyon)
- 1950: Ladung für Kapstadt (Cargo to Capetown)
- 1951: Flight to Mars
- 1951: Das Schwert von Monte Christo (The Sword of Monte Cristo)
- 1951: Der Rächer von Casamare (Mask of the Avenger)
- 1951: Grenzpolizei in Texas (The Texas Rangers)
- 1951: Burg der Rache (Lorna Doone)
- 1951: Strandräuber in Florida (The Barefoot Mailman)
- 1952: Macao
- 1952: Menschenjagd in San Francisco (The San Francisco Story)
- 1952: Mann gegen Mann (Lone Star)
- 1953: Der Mann vom Alamo (The Man from the Alamo)
- 1953: Wem die Sonne lacht (The Sun Shines Bright)
- 1953: El Khobar – Schrecken der Wüste (The Desert Song)
- 1954: Johnny Guitar – Wenn Frauen hassen (Johnny Guitar)
- 1954: Destry räumt auf (Destry)
- 1955: Duell mit dem Teufel (The Man from Bitter Ridge)
- 1955: Die Stadt der toten Seelen (Rage at Dawn)
- 1955: Im Schatten des Galgens (Run for Cover)
- 1956: Anklage: Hochverrat (The Rack)
- 1956: Auf der Spur des Todes (Red Sundown)
- 1956–1961: Wyatt Earp greift ein (The Life and Legend of Wyatt Earp, Fernsehserie, 38 Folgen)
- 1956–1962: Cheyenne (Fernsehserie, 5 Folgen)
- 1957: Das Geheimnis des steinernen Monsters (The Monolith Monsters)
- 1957: Massaker (Dragoon Wells Massacre)
- 1958: Kilometerstein 375 (Thunder Road)
- 1958: Bis zur letzten Patrone (The Saga of Hemp Brown)
- 1959: Engel unter Sündern (The Mating Game)
- 1962, 1963: Bonanza (Fernsehserie, 2 Folgen)
- 1963: Papa’s Delicate Condition
- 1963: Die rauhen Reiter von Texas (The Raiders)
- 1966: Flipper (Fernsehserie, 2 Folgen)
- 1966: Mein Onkel vom Mars (My Favorite Martian, Fernsehserie, 2 Folgen)
- 1966: Daktari (Fernsehserie, 1 Folge)
- 1969: Mackenna’s Gold (MacKenna’s Gold)
- 1969–1970: Rauchende Colts (Gunsmoke, Fernsehserie, 5 Folgen)